# 圣基尔达圣心堂
圣基尔达圣心堂（Sacred Heart Church St Kilda）位于澳大利亚维多利亚州墨尔本圣基尔达的中心，月亮公园（Luna Park）和皇宫剧院的东北侧。该堂分阶段修建，具有建筑、美学和历史意义，是圣基尔达的主要地标建筑之一。教堂正北方的阿尔伯特公园（Albert Park）自1996年以来一直是澳大利亚大奖赛的所在地。

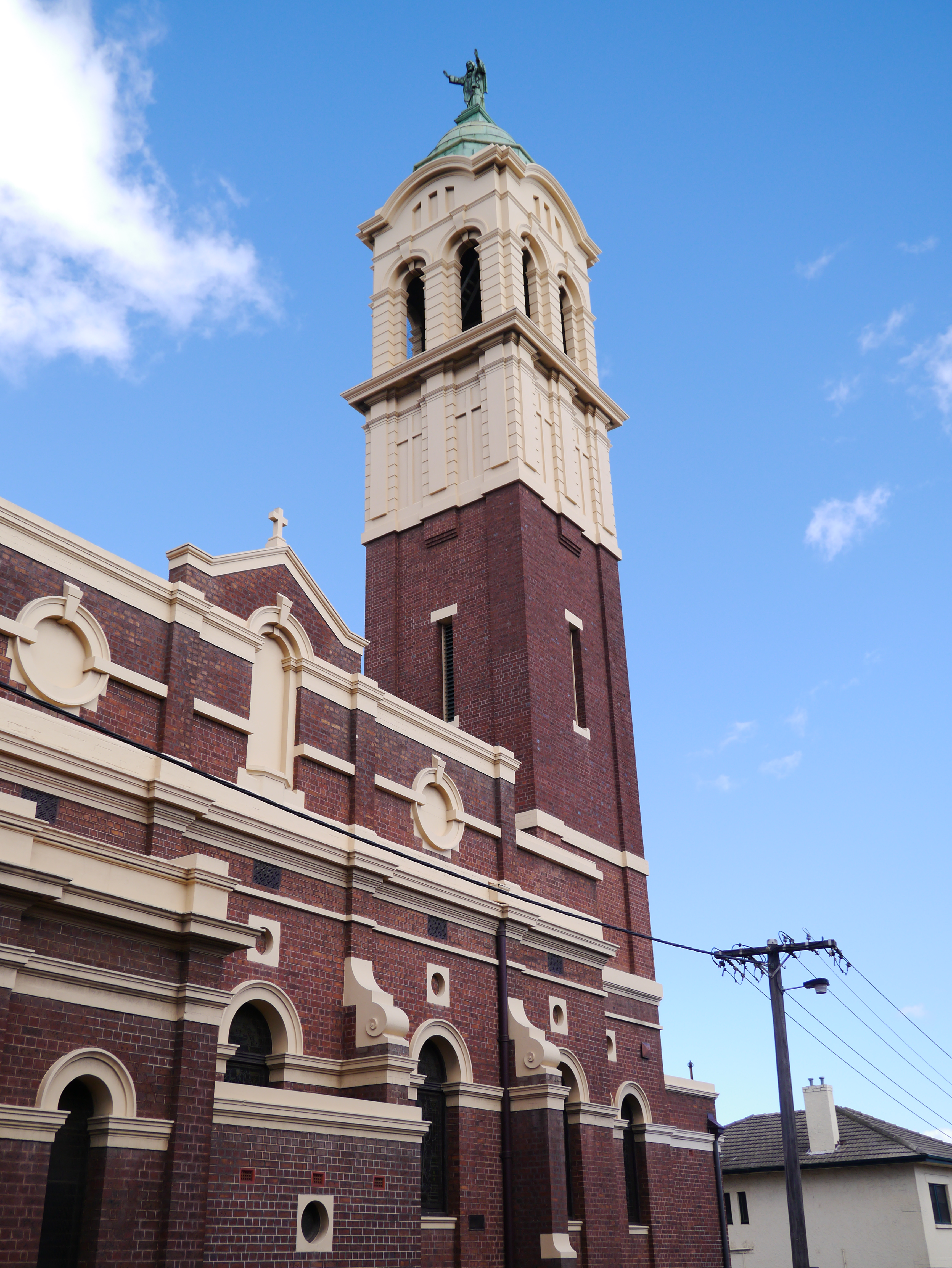
钟楼
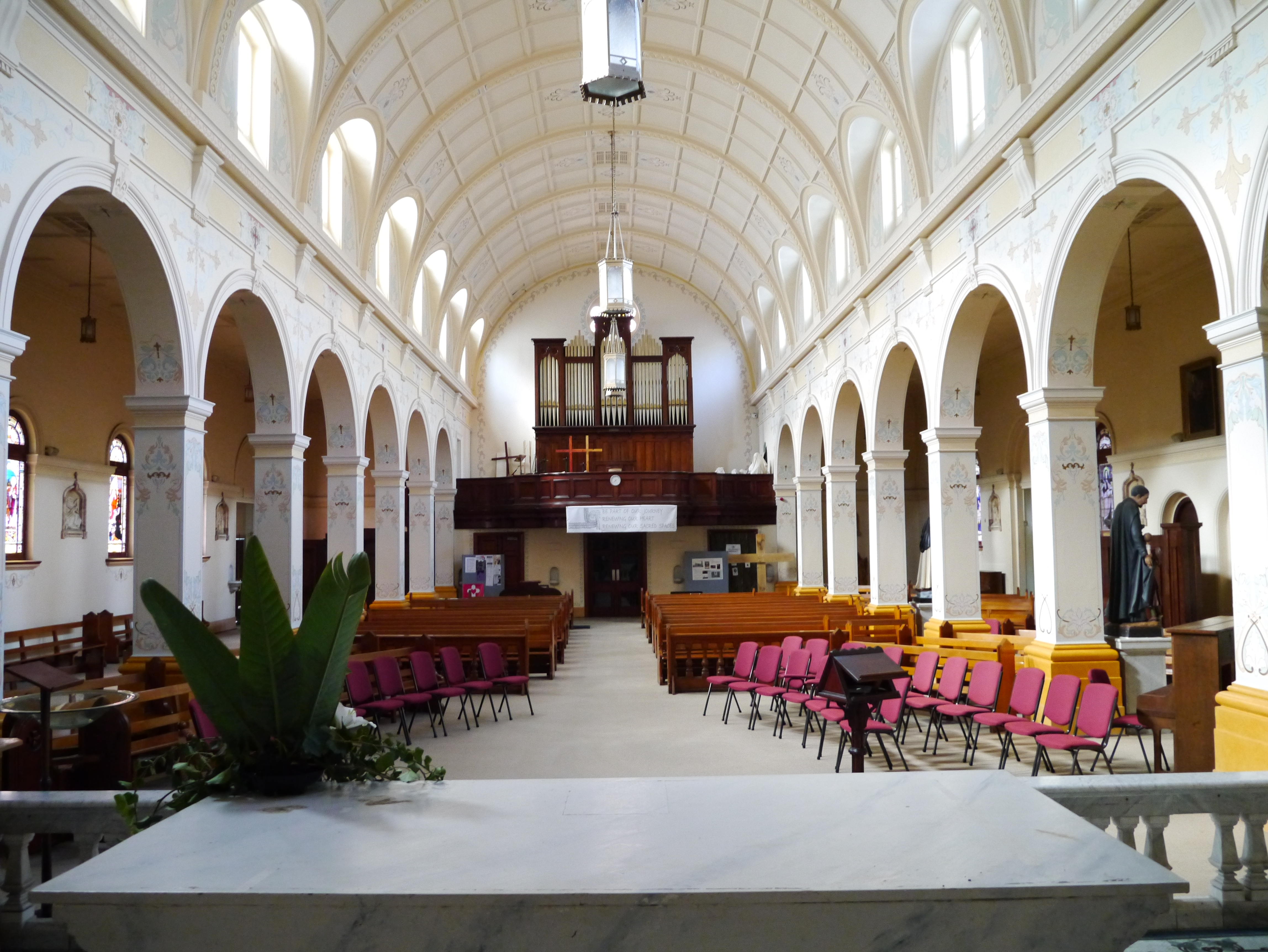
正祭台
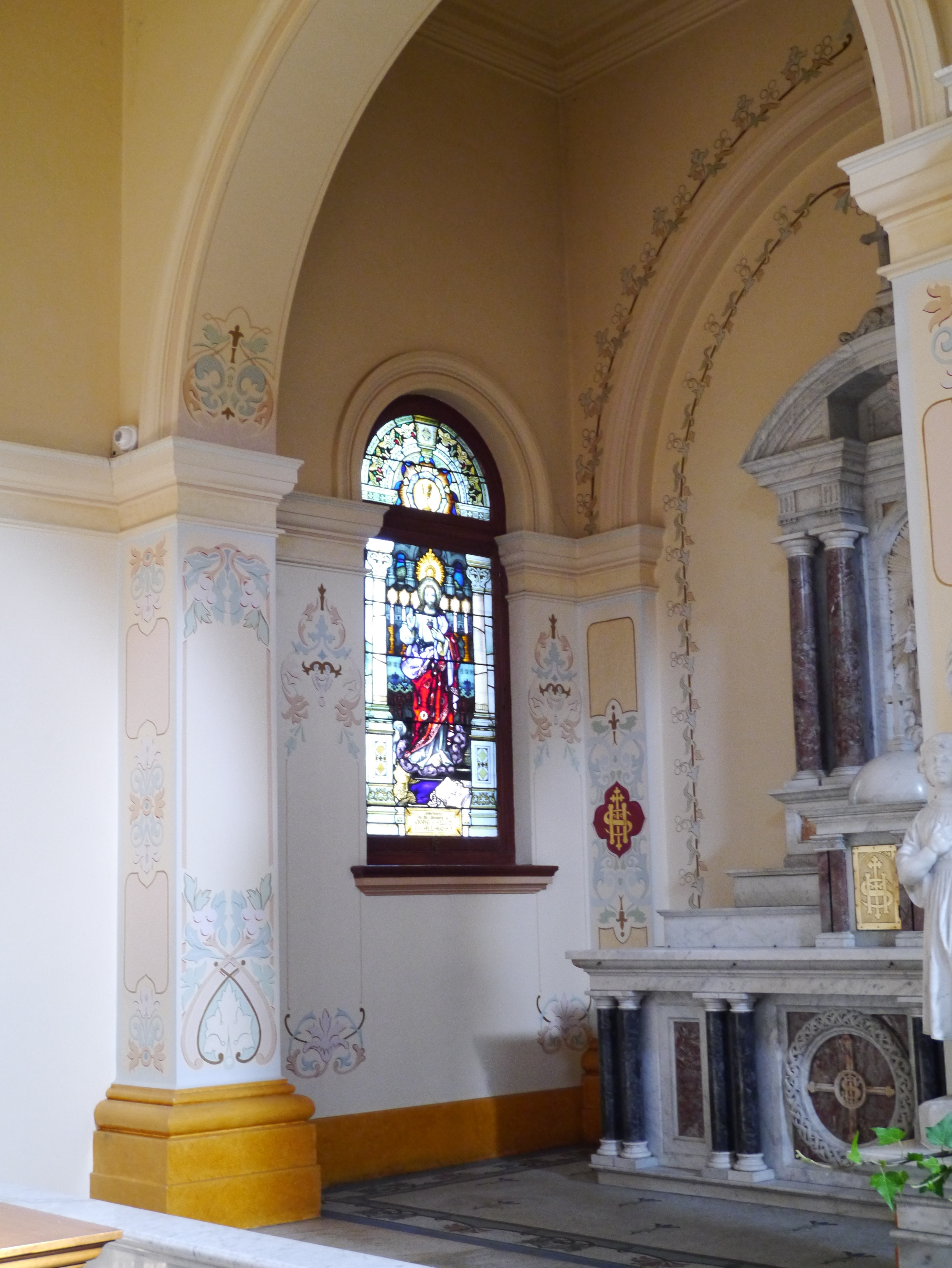
花窗玻璃

## 历史
19世纪80年代，圣母堂的教友人数不断增加。为了容纳他们，教区在1884年购买了土地，计划在圣基尔达格雷街建造一座新的罗马天主教教堂。同年7月13日，古尔德总主教奠定了基石，又在12月7日主持了祝圣仪式。 1872年来到墨尔本的威廉·亨利·奎克是该教堂的第一位神父。他出生在英国，在西班牙接受教育。奎克神父于1899年去世，继任人是威廉·甘利神父。
1922年，该堂由建筑师凯普森和科诺利以及承包商布雷迪进行了翻修。前面的钟楼被改到后面，高36米，铜制穹顶顶部是基督雕像。 装修期间发生火灾，损坏了其中一座祭坛，烧毁了所有的祭衣。 1922年11月，曼尼克斯总主教为新教堂祝圣，该教堂耗资18000英镑， 比原来的金额多出14700英镑。

## 建筑
圣心堂采用意大利文艺复兴巴洛克风格，这表明放弃了维多利亚州罗马天主教徒青睐的哥特复兴式风格。参与设计圣心堂的三位建筑师是里德、亨德森和斯马特。仅仅过了一两年，伦敦、巴黎和都柏林等地也开始修建类似的教堂 。圣心堂为后来在维多利亚的罗马天主教堂树立了新的风格，即文艺复兴-巴洛克风格，采用红砖、水泥敷料和石板屋顶。虽然这座教堂于1884年举行了祝圣仪式，但直到1922年才竣工。1890年，教堂增加了侧廊和钟楼。参与圣心堂竣工的两位建筑师是凯普森和科诺利。装饰、固定装置和配件的质量是这座教堂的一个重要特征。桶形拱顶天花板、圣所和中殿展示了大量的彩绘和华丽的装饰。金箔的使用反映了天主教意大利传统，通过模版装饰来表达神圣。凯普森和康诺利设计了由白色卡拉拉大理石制成的正祭台，是罗马式复兴风格的一个杰出范例。花窗玻璃窗也很有趣，这是罗马天主教堂首次使用古典建筑。